# سفيان العلودي
سفيان علودي، من مواليد 1 يوليو 1983 بمدينة الكارة في ضواحي مدينة سطات في المغرب، لاعب كرة قدم مغربي.
بدأ مسيرته الكروية مع نادي نهضة الكارة ضمن فئة الشبان قبل أن ينتقل إلى فريق الرجاء البيضاوي سنة 2002. خلال سنة 2007 انتقل اللاعب إلى نادي العين الإماراتي، انتقل في 2010 لفريقه السابق الرجاء البيضاوي، وفي يناير 2012 انتقل على سبيل الإعارة لنادي الجيش الملكي ، وفي يوليو 2013 وقع مع نادي الكوكب المراكشي لسنة قابلة للتجديد

## روابط خارجية
- سفيان العلودي على موقع قاعدة بيانات كرة القدم.إي يو (الإنجليزية)
- سفيان العلودي على موقع ناشيونال فوتبول تيمز (الإنجليزية)
- سفيان العلودي على موقع Soccerway.com (الإنجليزية)
- سفيان العلودي على موقع عالم كرة القدم.نت (الإنجليزية)
- سفيان العلودي على موقع كووورة